# Carolina Uccelli
Carolina Uccelli Pazzini (Firenze, 1810 – Firenze, 1858) è stata una compositrice italiana, prevalentemente d'opera.

## Biografia
Carolina Pazzini (Uccelli era il cognome da sposata) nacque a Firenze nel 1810 da una famiglia della medio-alta borghesia. Studiò musica fin dalla tenera età e nel 1827 sposò il medico Filippo Uccelli, noto docente all'Università di Pisa, che ne sostenne le aspirazioni artistiche. Grazie all'aiuto del marito, debuttò come compositrice a soli vent'anni con l'opera sacra Saul, andata in scena al Teatro della Pergola il 21 giugno 1830. L'opera, per la quale aveva scritto non solo la musica, ma anche il libretto, ricevette l'approvazione di Gioachino Rossini.
Due anni dopo, nel 1832, riuscì a far rappresentare al Teatro San Carlo di Napoli il melodramma in due atti Anna di Resburgo, su libretto di Gaetano Rossi. L'opera ricevette un'accoglienza negativa, in parte a causa della somiglianza delle ambientazioni con Lucia di Lammermoor di Gaetano Donizetti, che aveva debuttato pochi giorni prima riscuotendo un successo straordinario.
L'ouverture della sua opera Eufemio da Messina fu rappresentata a Milano nel 1833.
Il marito di Carolina Uccelli morì nel 1843 e lei si trasferì in Francia, soggiornando a Parigi con la figlia Giulia, soprano, che nella capitale francese studiò canto con il maestro Marco Bordogni. Le due donne effettuarono tournée di concerti in Belgio, Paesi Bassi e Svizzera.
Morì a Firenze nel 1858.

## Composizioni
- Saul del 1830, opera
- Anna di Resburgo, 1832, opera
- Eufemio da Messina, 1833, opera
- Sulla morte di Maria Malibran, cantata per coro e orchestra
- Quattro ariette e due cavatine, per voce e tastiera, stampato a Milano nel 1827